# Hejaz
Hejaz, còn viết là Al-Hijaz (tiếng Ả Rập: اَلْـحِـجَـاز, al-Ḥiǧāz, nghĩa là "hàng rào"), là một khu vực tại miền tây của Ả Rập Xê Út hiện nay. Khu vực có tên gọi như vậy vì nó tách biệt vùng đất Najd tại phía đông khỏi vùng đất Tihamah tại phía tây. Khu vực còn được gọi là "tỉnh miền tây." Hejaz giáp với biển Đỏ về phía tây, phía bắc là Jordan, phía đông là Najd, và phía nam giáp với vùng 'Asir. Thành phố chính tại Hejaz là Jeddah, song hai thành phố linh thiêng trong Hồi giáo: Mecca và Medina lại nổi tiếng hơn. Do có hai thánh địa linh thiêng nhất của Hồi giáo, Hejaz có tầm quan trọng trong bối cảnh lịch sử và chính trị Ả Rập cũng như Hồi giáo.
Về mặt lịch sử, Hejaz luôn tách biệt khỏi phần còn lại của Ả Rập Xê Út. Hejaz là khu vực đông dân nhất tại Ả Rập Xê Út; 35% người Ả Rập Xê Út sống tại Hejaz. Phương ngữ Ả Rập Hejaz là phương ngữ được nói phổ biến nhất trong khu vực. Cư dân Hejaz đa dạng về xuất thân dân tộc.
Cư dân Hejaz có cảm giác liên kết đặc biệt với các thánh địa Mecca và Medina, họ có lẽ có bản sắc riêng biệt mạnh mẽ nhất trong các vùng tại Ả Rập Xê Út. Cư dân Hejaz chưa từng hoàn toàn dung nạp quyền lực của gia tộc Saud và giáo phái Wahhabi của họ. Người Hejaz tiếp tục là các tín đồ Sunni theo trường phái Maliki và có một thiểu số Shia trong các thành phố Medina, Mecca và Jeddah. Nhiều người nhìn nhận họ có tính chất thế giới hơn do Hejaz từng là một bộ phận của các đế quốc Hồi giáo lớn trong nhiều thế kỷ, từ Umayyad cho đến Ottoman.
Khu vực nằm dọc Lũng hẹp biển Đỏ, và còn nổi tiếng vì cát tại đây sẫm màu hơn, có tính núi lửa hơn. Tuỳ theo định nghĩa, Hejaz gồm có dãy núi cao Sarawat, về mặt địa hình phân chia Najd khỏi Tehamah. Cây Bdellium mọc nhiều tại Hijaz.

## Lịch sử
Phát hiện được một hoặc có thể là hai mộ đá cự thạch tại Hejaz. Hejaz có cả Mahd adh-Dhahab (tiếng Ả Rập: مَـهْـد الـذَّهَـب, "thùng đãi vàng") (23°30′12,96″B 40°51′34,92″Đ / 23,5°B 40,85°Đ) và một nguồn nước song nay đã cạn, nó từng chảy 970 km về phía đông bắc đến vịnh Ba Tư qua hệ thống Wadi Al-Rummah và Wadi Al-Batin. Một nghiên cứu khảo cổ do Đại học Boston và Đại học Qassim chỉ đạo cho thấy rằng hệ thống sông tồn tại từ 8000  TCN đến 2500–3000 TCN.
Phần phía bắc của Hejaz từng là bộ phận của tỉnh Arabia Petraea thuộc La Mã (Roma).

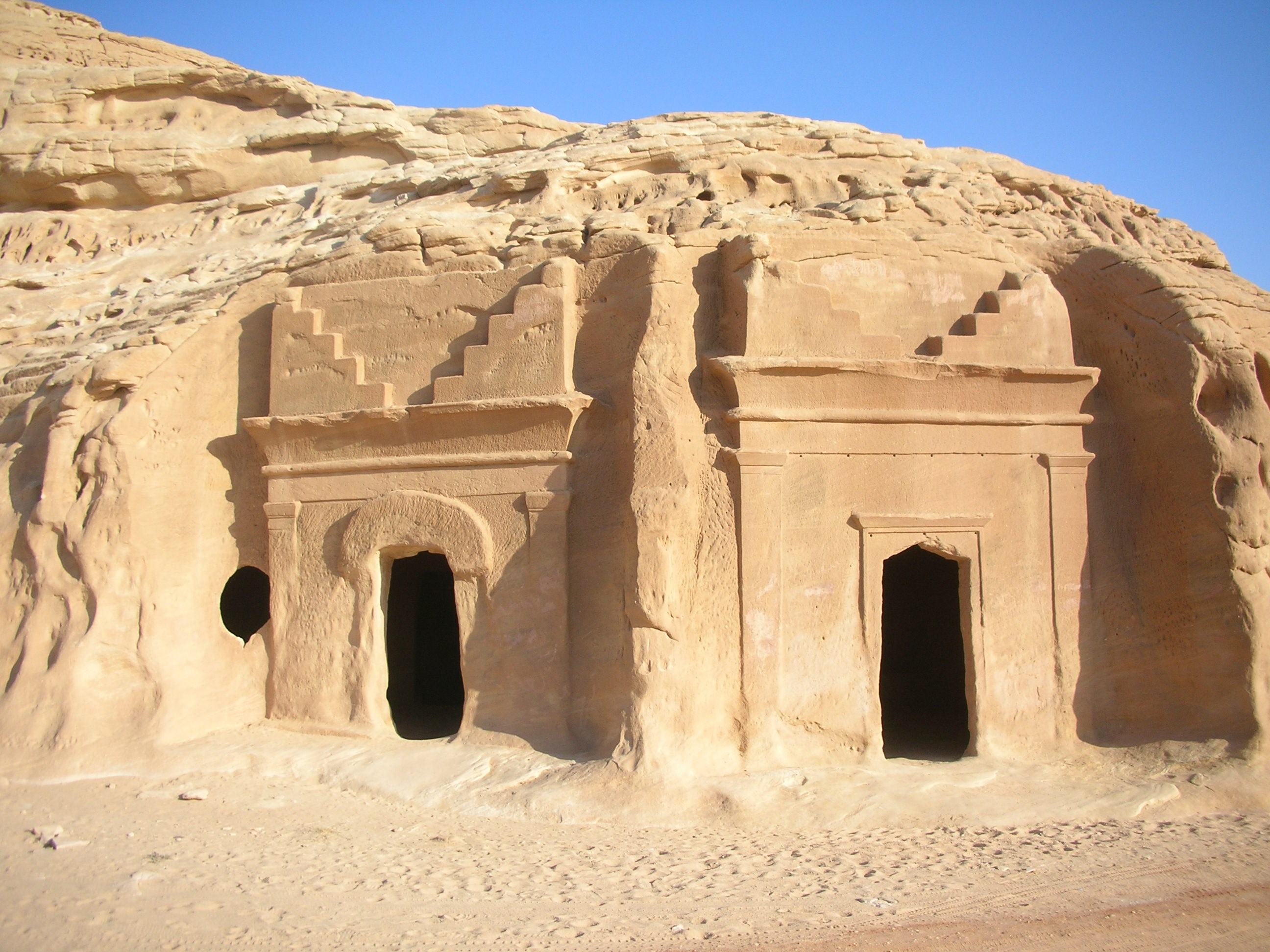
Quang cảnh di chỉ khảo cổ học Al-Hijr

Di sản thế giới UNESCO đầu tiên của Ả Rập Xê Út là di chỉ khảo cổ học Al-Hijr. Tên gọi "Al-Ḥijr" (tiếng Ả Rập: اَلْـحِـجْـر, "vùng đất nhiều đá") xuất hiện trong kinh Quran, và di chỉ có các cấu trúc chạm khắc vào đá tương tự như tại Petra. Việc xây dựng các cấu trúc này được quy cho cư dân nền văn minh Thamud. Mặc dù họ có tính chất khá đa thần, song một thành viên trong số đó là một nhà thuyết pháp độc thần gọi là 'Salih', do đó di chỉ còn được gọi là "Madā’in Ṣāliḥ" (tiếng Ả Rập: مَـدَائِـن صَـالِـح, "thành phố của Saleh"). Sau khi văn minh Thamud biến mất khỏi Mada'in Saleh, nơi đây nằm dưới ảnh hưởng của các dân tộc khác như người Nabataea có thủ đô tại Petra. Sau đó, nó nằm trên một tuyến đường được người hành hương Hồi giáo sử dụng để đến Mecca.
Theo các nguồn Hồi giáo, các nền văn minh tại Mecca bắt đầu sau khi Ibrāhīm (tiếng Ả Rập: إِبـرَاهِـيـم, Abraham) đưa con ông là Ismā‘īl (tiếng Ả Rập: إِسـمَـاعِـيـل, Ishmael) và vợ Hājar (tiếng Ả Rập: هَـاجَـر, Hagar) đến đây, hai người ở lại. Một số người từ bộ lạc Jurhum định cư cùng với họ, và Isma'il được thuật lại là kết hôn với hai phụ nữ, lần lượt sau khi ly hôn, ít nhất một người đến từ bộ lạc này, và giúp cha ông xây dựng hoặc tái thiết Ka‘bah (tiếng Ả Rập: كَـعـبَـة), vật thể này có quan hệ mật thiết về xã hội, tôn giáo, chính trị và lịch sử với địa điểm và khu vực.
Chẳng hạn như theo đức tin Ả Rập hoặc Hồi giáo, một bộ lạc gọi là 'Quraysh' (tiếng Ả Rập: قُـرَيـش) có nguồn gốc từ Isma'il ibn Ibrahim, có căn cứ tại vùng lân cận của Ka'bah, và có Muhammad ibn Abdullah ibn Abdul-Muttalib ibn Hashim ibn Abd Manaf. Từ giai đoạn Jāhiliyyah (tiếng Ả Rập: جَـاهِـلِـيَّـة, 'vô tri') đến thời kỳ Muhammad, các bộ lạc Ả Rập vốn thường tương tranh đã dừng các hành vi thù địch của họ trong thời gian hành hương, và hành hương đến Mecca, do được truyền cảm hứng từ Ibrahim. Trong một dịp như vậy, Muhammad gặp một số người từ Medina và họ cho phép ông di cư đến Medina, nhằm thoát khỏi việc ngược đãi từ những người phản đối ông tại Mecca.
Do là vùng đất có Mecca và Medina, Hejaz là nơi Muhammad sinh ra và cũng là nơi ông lập ra một Ummah (tiếng Ả Rập: أُمَّـة, cộng đồng) độc thần gồm các môn đồ, mang kiên nhẫn với những kẻ thù hoặc đấu tranh chống lại họ, di cư từ một địa điểm đến nơi khác, thuyết pháp hoặc hành đạo các đức tin của ông, và là nơi ông sống và qua đời. Do tại đây có cả môn đồ và kẻ địch của ông, nên một số trận chiến hoặc chinh phục được tiến hành trong khu vực, như các trận al-Aḥzāb (tiếng Ả Rập: الأَحـزَاب, "liên minh"), Badr và Ḥunayn (tiếng Ả Rập: حُـنَـيـن). Chúng liên quan đến cả các đồng bạn Mecca như Hamzah ibn Abdul-Muttalib, Ubaydah ibn al-Harith và Sa`d ibn Abi Waqqas, và các đồng bạn Medina. Hejaz nằm trong phạm vi ảnh hưởng của Muhammad khi ông nổi lên sau chiến thắng trước các đối thủ, và do đó là một phần trong đế quốc của ông.
Do Hejaz có hai thánh địa của Hồi giáo, khu vực từng nằm trong phạm vi quyền lực của nhiều đế quốc. Hejaz nằm tại phần trung tâm của Đế quốc Rashidun, đặc biệt là khi thủ đô đế quốc đặt tại Medina từ năm 632 đến năm 656. Khu vực sau đó nằm dưới quyền kiểm soát của các thế lực khu vực như Ai Cập và Đế quốc Ottoman trong suốt lịch sử sau này. Đến năm 1916, Sharif Hussein ibn Ali tự xưng là quốc vương của Hejaz độc lập, đây là kết quả của các thư tín giữa ông với Cao uỷ Anh tại Ai Cập Henry McMahon. Khởi nghĩa Ả Rập tiếp sau đó đã lật đổ quyền lực của Đế quốc Ottoman. Tuy nhiên, đến năm 1924 thì quyền lực của Ibn Ali bị thay thế bởi Ibn Saud đến từ Najd. Ban đầu, Ibn Saud cai trị hai lãnh thổ với tư cách hai đơn vị riêng biệt, song chúng được gọi là Vương quốc Hejaz và Nejd. Sau đó, hai lãnh thổ chính thức hợp nhất thành Vương quốc Ả Rập Xê Út.

## Quốc kỳ các thế lực từng cai trị Hejaz

Quốc kỳ của Đế quốc Rashidun (632–661)
Quốc kỳ của Đế quốc Umayyad (661–750)
Quốc kỳ của Đế quốc Abbas (750–1258)
Quốc kỳ của Đế quốc Fatima (909–1171)
Quốc kỳ của Vương triều Ayyub (1171–1254)
Quốc kỳ của Vương quốc Mamluk (Cairo) (1254–1517)
Quốc kỳ của Đế quốc Ottoman (1517–1916)
Quốc kỳ của Vương quốc Hejaz (1916–1925)
Quốc kỳ của Vương quốc Ả Rập Xê Út (1925–nay)

## Thành phố
- Al-Bāḥah (tiếng Ả Rập: الـبَـاحَـة)

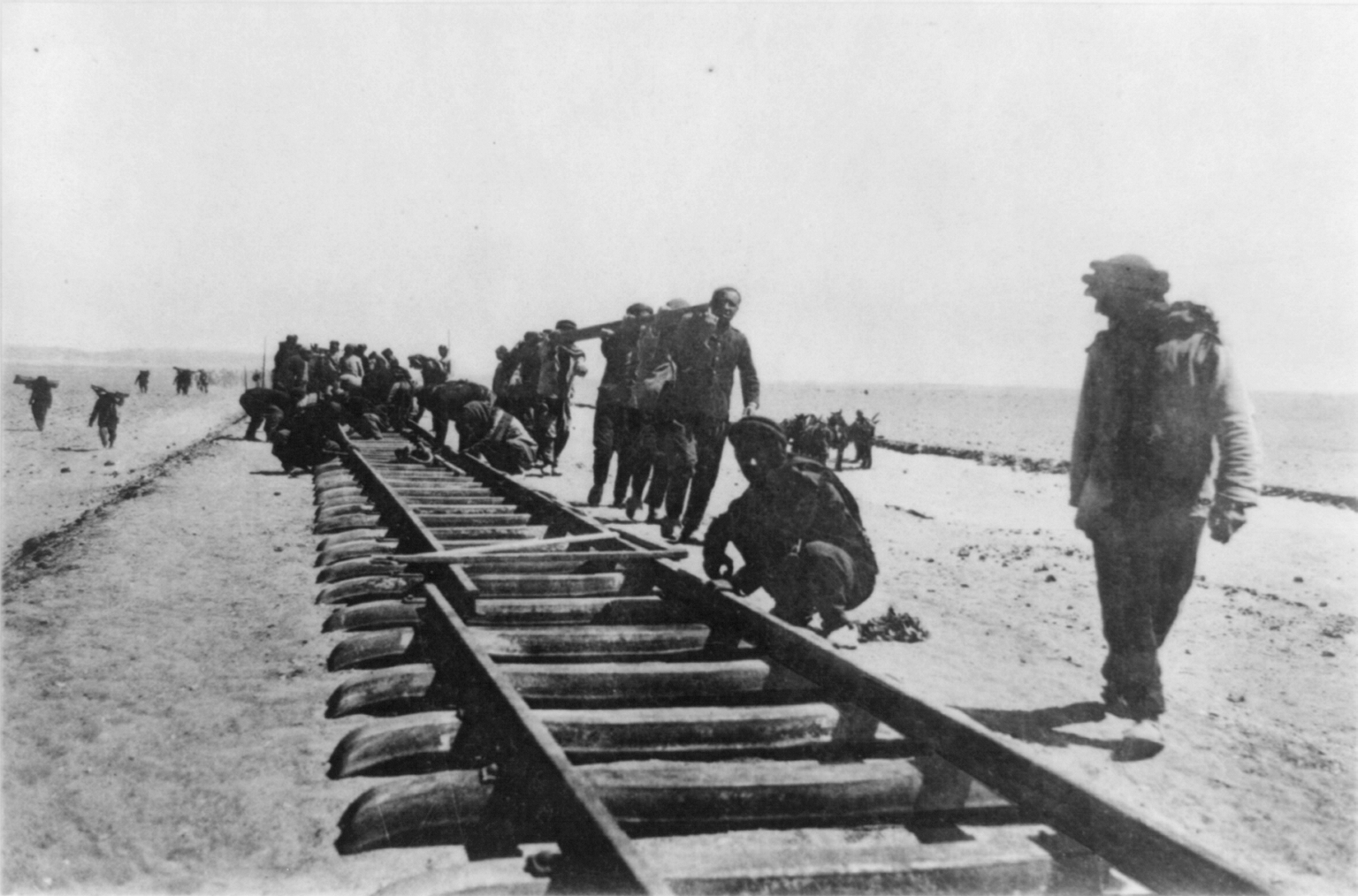
Công nhân lắp đặt đường ray cho tuyến đường sắt Hejaz gần Tabuk, 1906

- Al-Madīnah Al-Munawwarah (tiếng Ả Rập: الـمَـدِيـنَـة الـمُـنَـوَّرَة, Medina)[2]
- Aṭ-Ṭā’if (tiếng Ả Rập: الـطَّـائِـف)[44]
- Badr (tiếng Ả Rập: بَـدر)
- Jiddah (tiếng Ả Rập: جِـدَّة)
- Makkah (tiếng Ả Rập: مَـكَّـة, Mecca)[2]
- Rābigh (tiếng Ả Rập: رَابِـغ)
- Ṫabūk (tiếng Ả Rập: تَـبُـوك)
- Yanbu‘ al-Baḥr (tiếng Ả Rập: يَـنـبُـع الـبَـحـر, Yanbu)[2]